# Ceux qui chassent des elfes
Ceux qui chassent des elfes (エルフを狩るモノたち, Erufu wo karumono-tachi) est un manga de Yū Yagami en 21 tomes sortis entre 1995 et 2001. Les 11 premiers volumes sont disponibles en français aux éditions Taifu Comics.
Le manga est adapté en série d'animation est composé de deux saisons comptant chacune douze épisodes, sorties en 1996 et 1997.

## Histoire
Trois japonais, Airi, une actrice nommée au Oscars, Jumpei un champion de karaté, et Ritsuko, une lycéenne spécialistes des armes et un char d'assaut se retrouvent dans un monde fantastique. Ils reçoivent l'aide des elfes pour pouvoir retourner chez eux par l'intermédiaire d'une prêtresse. Au cours de la cérémonie, la prêtresse est déconcentrée, faisant éclater le sort en plusieurs morceaux. Ces morceaux se retrouvent sur le corps d'elfes. C'est ainsi qu'ils doivent parcourir le pays et déshabiller toutes les elfes qu'ils rencontrent pour pouvoir retrouver les fragments de la formule et rentrer chez eux.

## Personnages
- Ino'ue Ritsuko : lycéenne spécialiste des armes.
- Ryuzōji Junpei : champion de karaté.
- Komiyama Airi : actrice nommée au Oscars.
- Celcia Marie Claire : grande prêtresse des Elfes communs.

## Manga
- Mangaka : Yū Yagami
- Édition japonaise : MediaWorks
  - Nombre de volumes sortis : 21 (terminé)
  - Date de première publication : juin 1995
- Édition française : Taifu Comics
  - Nombre de volumes sortis : 11 (en cours)
  - Date de première publication : août 2006
  - Format : 13 cm × 18 cm

## Série d'animation

### Fiche technique
- Réalisation : Kazuyoshi Katayama (saison 1), Hiroshi Fukutomi (saison 2)
- Character design : Keiji Gotoh
- Créateur original : Yū Yagami
- Musique : Hideki Tsutsumi
- Nombre d'épisodes : 12 + 12
- Date de première diffusion au Japon : octobre 1996 (saison 1), octobre 1997 (saison 2)
- Licencié en France par : IDP

### Doublage
- Kotono Mitsuishi : Celsia Marie Claire
- Michie Tomizawa : Airi Komiyama
- Tomokazu Seki : Junpei Ryuzoj
- Yuko Miyamura : Ritsuko Inoue